# 고창북중학교 축구부
고창북중학교 축구부는 전라북도 [고창군]에 위치한 고창북중학교의 축구부이다.[2009년]에 창단하였다.

## 역사
2014년 전국 중등 축구대회 금석배 대회 준우승
2017년 전국 중등 축구대회 [맹호] 제53회 춘계 연맹전 16강
2017년 전국 중등 축구대회 당진해나루기 8강
2017년 전국 중등리그(전북권역)2위 왕중왕전 진출권 획득
2018년 금석배 대회 저학년부 3위
2019 금석배 전국중학생 축구대회 16강
2019년 전국 중등 축구대회 오룡기 20강[po]
2022년 전국 중등 축구대회 금강대기 16강
2023년 2023 울진 금강송 추계중등U14 유스컵 (송이그룹) 8강
2024년 전국 중등 축구대회 금석배 대회 16강
2024년 전국 중등리그(전북권역)2위 왕중왕전 진출권 획득
2024년 전국도민체전체육회 우승
2025년 전국 중등 축구대회 금석배 대회 8강
2025년 전국 중등 축구대회 금석배 저학년 대회 8강

## 같이 보기
- 고창북중학교